# Consell Regional de la Guaiana Francesa
El Consell regional de la Guaiana francesa (francès Conseil régional de la Guyane) era l'assemblea elegida que dirigia la regió d'ultramar de Guaiana Francesa. Estava format per 31 membres elegits cada sis anys. Té competències a nivell local era comerç, desenvolupament, ensenyament primari i secundari, i audiovisuals, però no en justícia, política monetària ni defensa. Va desaparèixer el 31 de desembre de 2015 i reemplaçat per l'Assemblea de Guaiana.

## Presidents
- 1974 - 1980: Serge Patient
- 1980 - 1983: Jacques Lony
- 1983 - 1992: Georges Othily
- 1992 - 2010: Antoine Karam
- 2010 - 2015 : Rodolphe Alexandre

## Resultats de leseleccions de 2004
Primera volta (21 de març de 2004)
|               | Nombre | % inscrits |
| ------------- | ------ | ---------- |
| Inscrits      | 53 778 | 100,00%    |
| Abstencions   | 25 596 | 47,60%     |
| Votants       | 28 182 | 52,40%     |
| Blancs i nuls | 1 063  | 3,77%      |
| Comptats      | 27 119 | 96,23%     |

| Llista         | Cap de llista              | Vots  | %      |
| -------------- | -------------------------- | ----- | ------ |
| MDES           | Maurice Pindard            | 1 777 | 6,55%  |
| PSG            | Antoine Karam              | 6 087 | 22,45% |
| PS             | Léon Jean-Baptiste-Edouard | 531   | 1,96%  |
| FDG            | Georges Othily             | 5 238 | 19,31% |
| Walwari        | Christiane Taubira         | 4 875 | 17,98% |
| Les Verts      | Brigitte Wyngaarde         | 1 316 | 4,85%  |
| UMP            | Léon Bertrand              | 6 595 | 24,32% |
| Sans étiquette | Gladys Robin               | 700   | 2,58%  |

Segona volta (28 de març de 2004)
|               | Nombre | % inscrits |
| ------------- | ------ | ---------- |
| Inscrits      | 54 051 | 100,00%    |
| Abstencions   | 22 396 | 41,43%     |
| Votants       | 31 655 | 58,57%     |
| Blancs i nuls | 1 096  | 3,46%      |
| Comptats      | 30 559 | 96,54%     |

| Llista                     | Cap de llista  | Vots   | %      | Escons |
| -------------------------- | -------------- | ------ | ------ | ------ |
| Partit Socialista Guaianès | Antoine Karam  | 11 380 | 37,24% | 17     |
| Unió pel Moviment Popular  | Léon Bertrand  | 9 650  | 31,58% | 7      |
| FDG-Walwari                | Georges Othily | 9 529  | 31,18% | 7      |